# 石寨山
石寨山，位于中国广东省中山市五桂山区南桥村南蛇塘东北1.1公里处，海拔417.2米，是五桂山山脉的一座山体。